# Bezirksamt Neustadt (Baden)

Lage der Bezirksämter in Baden im Jahr 1890

Das Bezirksamt Neustadt war eine von 1813 bis 1939 bestehende Verwaltungseinheit im Süden des Großherzogtums Baden.

## Geographie
Das Gebiet des Bezirksamtes erstreckte sich im südöstlichen Schwarzwald rund um den Oberlauf der Wutach. Zunächst mit einem schmalen Streifen im Südwesten reichte es in den Hochschwarzwald bis hin zum Feldberg, in seiner Endphase kamen in dieser Region noch zahlreiche weitere Gemeinden hinzu. Östlich angrenzend lag die Baar.

## Geschichte

### Historischer Hintergrund

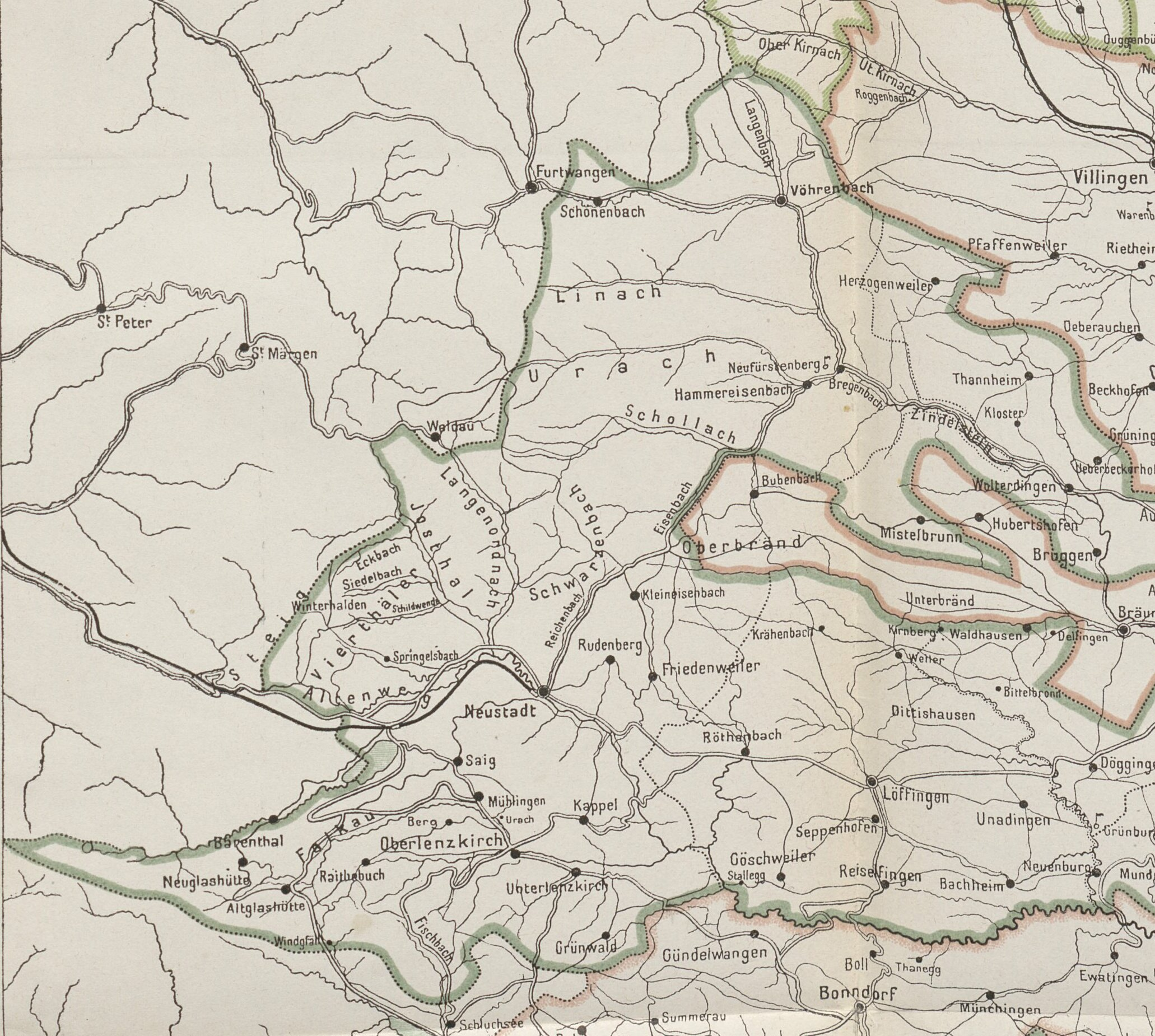
Orte des Bezirksamtes um 1830

Den historischen Kern des Bezirksamtes bildete das fürstenbergische Obervogteiamt Neustadt. Es war eines von fünf Ämtern, in denen Fürstenberg zu Zeiten des Heiligen Römischen Reiches seine Besitzungen in der Baar organisiert hatte. Mit der Rheinbundakte von 1806 wurde das Haus Fürstenberg mediatisiert, ihr Fürstentum zum größten Teil der badischen Landeshoheit unterstellt. Dessen Regierung errichtete daher im Sommer 1807 das standesherrliche Amt Neustadt.

### Nach der Gründung

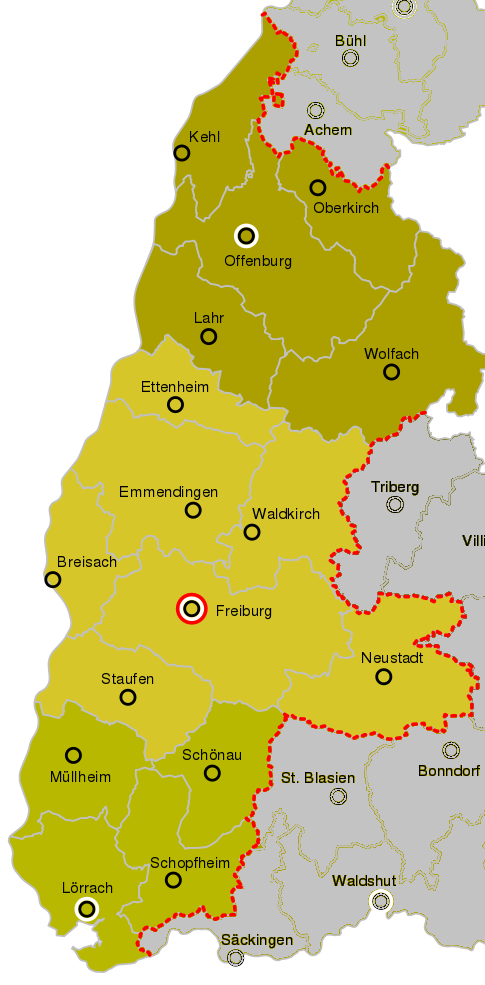
Neustadt und benachbarte Bezirksämter mit Stand 1890.

Nachdem die Aufhebung der Patrimonialgerichtsbarkeit 1813 eine einheitliche Zuständigkeit der Ämter ermöglicht hatte. wurde das fürstenbergische Amt Neustadt in das landesherrliche Bezirksamt Neustadt umgewandelt. Bei dieser Gelegenheit wurden einige Orte an benachbarte Bezirksämter abgetreten. Die vorgesehene Zuweisung des Großteiles der Orte des aufzulösenden Amtes Löffingen unterblieb. Stattdessen entstand dort das Bezirksamt Löffingen. Bei dessen Aufteilung 1821 kamen, wie ursprünglich vorgesehen, die Orte dann doch zu Neustadt.
1824 wurde dem Haus Fürstenberg erneut die Zuständigkeit für die Rechtsprechung auf der unteren Ebene (die bis 1857 bei den Ämtern lag) zuerkannt. Drei hiervon auch betroffene Orte des landesherrlichen Amtes Triberg wurden daher zum Bezirksamt Neustadt umgegliedert. In der Folge firmierte das Amt nun als gemeinsames großherzoglich-badisches und fürstlich-fürstenbergisches Bezirksamt. Diese Phase endete 1849, die drei Orte verblieben zunächst bei Neustadt.
1857 wurde Neustadt Sitz eines Amtsgerichtes, dessen räumlicher Zuständigkeitsbereich zunächst die 29 Gemeinden des Amtsbezirks umfasste.
Nach 1821 kam es sporadisch zur Neuzuweisung einzelner Ortschaften. Größere Zuwächse ergaben sich 1924 und 1936 aufgrund der Auflösung benachbarter Bezirksämter. Mit Inkrafttreten der Landkreisordnung vom 24. Juni 1939 wurde das Bezirksamt Neustadt in den Landkreis Neustadt umgewandelt.

## Orte und Einwohnerzahlen
1825 wurde für das Gebiet des Bezirksamtes von 12.475 Einwohnern berichtet.

### 1836
1836 waren es 14.392 Menschen, die im Gebiet des Bezirksamtes lebten. Sie verteilten sich auf diese 32 Gemeinden:
- Neustadt: 1561
- Altglashütte: 210
- Bärental: 160
- Bregenbach: 146
- Dittishausen: 396, davon in
  - Weiler: 11
  - Kirnberg: 6
- Eisenbach: 584
- Falkau: 264
- Fischbach: 351, davon in
  - Hinterhäuser: 63
  - Reiterswies: 15
  - Schwende: 47
- Friedenweiler: 182
- Göschweiler: 409, davon in
  - Stallegg: 9
- Hammereisenbach: 210
- Kappel: 628, davon in 
  - Grünwald: 126
- Langenbach: 373
- Langenordnach: 303
- Linach: 258
- Löffingen: 1022, davon in
  - Krähenbach: 11
- Neuglashütte: 81
- Oberlenzkirch: 642
- Raitenbuch: 276, davon in
  - Berg: 87
  - Windgfäll: 11
- Reiselfingen: 393
- Rötenbach: 550
- Rudenberg: 280, davon in
  - Reichenbach: 31
- Saig: 391, davon in
  - Mühlingen: 147
- Schönenbach: 478
- Schollach: 465
- Schwärzenbach: 370
- Seppenhofen: 389
- Siedelbach: 91, davon in
  - Eckbach: 41
- Unterlenzkirch: 406, davon in
  - Olpenhütte: 9
- Urach: 583
- Viertäler: 999, bestehend aus
  - Altenweg: 381
  - Spriegelsbach: 121
  - Schildwende: 118
  - Jostal: 379
- Vöhrenbach: 941, davon in
  - Gefäll: 15
  - Schwanenbach: 80
  - Fuchsloch: 49
  - Ursbach: 27

### 1913
1849 wurden Bubenbach und Oberbränd, die bis 1840 zum Stabsamt Bräunlingen gezählt hatten, vom Bezirksamt Donaueschingen nach Neustadt umgegliedert. Im Gegenzug gingen 1850 Schönenbach, Linach, Vöhrenbach und Langenbach an das Bezirksamt Villingen, 1852 Reiselfingen zum Bezirksamt Bonndorf. 1860 wurde die Gemeinde Siedelbach (mit Eckbach) aufgelöst und der Gemeinde Breitnau im Landamt Freiburg eingegliedert. Von dort kamen 1864 Hinterzarten und Waldau hinzu. 1897 wurden Bregenbach und Hammereisenbach zur Gemeinde Hammereisenbach-Bregenbach vereinigt.
1913 lebten im Amtsbezirk 17.344 Menschen in 29 Gemeinden:
- Löffingen: 1266
- Neustadt: 4075
- Altglashütten: 202
- Bärental: 298
- Bubenbach: 223
- Dittishausen: 377
- Eisenbach: 554
- Falkau: 439
- Fischbach: 181
- Friedenweiler: 301
- Göschweiler: 456
- Hammereisenbach-Bregenbach: 380
- Hinterzarten: 915
- Kappel: 456
- Langenordnach: 234
- (Ober)Lenzkirch: 1194
- Neuglashütten: 68
- Oberbränd: 230
- Raitenbuch: 198
- Rötenbach: 610
- Rudenberg: 248
- Saig: 466
- Schollach: 400
- Schwärzenbach: 366
- Seppenhofen: 350
- Unterlenzkirch: 584
- Urach: 563
- Viertäler: 1292
- Waldau: 326

zusätzlich, als abgesonderte Gemarkung mit eigener polizeilicher Verwaltung:
- Grünwald: 78

### 1939
1921 wurde Hammereisenbach-Bregenbach zum Bezirksamt Donaueschingen umgesetzt. 1924 kamen zum Bezirksamt Neustadt:
- vom aufgelösten Bezirksamt St. Blasien: St. Blasien, Blasiwald, Häusern, Menzenschwand und Schluchsee.
- vom aufgelösten Bezirksamt Bonndorf: Bonndorf, Boll, Ebnet, Faulenfürst, Grafenhausen, Gündelwangen, Holzschlag, Schönenbach, Wellendingen, Brunnadern, und Wittlekofen.

1936 wurden dem Bezirksamt Neustadt zugeteilt:
- vom aufgelösten Bezirksamt Schopfheim: Bernau, Brandenberg, Todtnau und Todtnauberg.
- vom Bezirksamt Freiburg: Breitnau und St. Märgen.
- vom Bezirksamt Donaueschingen: Bachheim, Ewattingen, Münchingen und Reiselfingen.

Im April 1939 kamen noch Aftersteg und Muggenbrunn vom Bezirksamt Lörrach hinzu.
Zwei Gemeinden änderten ihre Namen: 1929 Viertäler in Titisee sowie Bärental 1939 in Feldberg (Schwarzwald).
Dem gegenüber reduzierte sich die Zahl der Gemeinden um drei. Betroffen waren 1925 Unterlenzkirch (zu Lenzkirch) sowie im April 1939 Brandenberg (Hauptteil zu Todtnau) und Neuglashütten (zu Altglashütten).
Somit umfasste das Bezirksamt zum Zeitpunkt seiner Umwandlung in den Landkreis Neustadt, neben der Amtsstadt, 52 Gemeinden, Einwohnerzahlen laut Volkszählung im Mai 1939:
1. Aftersteg: 292
2. Altglashütten: 336
3. Bachheim: 328
4. Bernau: 1181
5. Blasiwald: 345
6. Boll: 157
7. Bonndorf: 1736
8. Breitnau: 1349
9. Brunnadern: 141
10. Bubenbach: 230
11. Dittishausen: 403
12. Ebnet: 95
13. Eisenbach: 640
14. Ewattingen: 675
15. Falkau: 454
16. Faulenfürst: 129
17. Feldberg (Schwarzwald): 454
18. Fischbach: 225
19. Friedenweiler: 425
20. Göschweiler: 451
21. Grafenhausen: 1181
22. Gündelwangen: 351
23. Häusern: 637
24. Hinterzarten: 1445
25. Holzschlag: 172
26. Kappel: 396
27. Langenordnach: 249
28. Lenzkirch: 1641
29. Löffingen: 1464
30. Menzenschwand: 461
31. Münchingen: 230
32. Muggenbrunn: 263
33. Neustadt: 4978
34. Oberbränd: 246
35. Raitenbuch: 179
36. Reiselfingen: 469
37. Rötenbach: 711
38. Rudenberg: 230
39. Saig: 518
40. St. Blasien: 1866
41. St. Märgen: 1414
42. Schluchsee: 742
43. Schönenbach: 140
44. Schollach: 366
45. Schwärzenbach: 329
46. Seppenhofen: 327
47. Titisee: 1502
48. Todtnau: 2357
49. Todtnauberg: 506
50. Urach: 481
51. Waldau: 264
52. Wellendingen: 345
53. Wittlekofen: 211

### Gemeindefreie Gebiete
Im Bereich des Bezirksamtes lag eine Reihe von gemeindefreien Gebiete, die in Baden als Abgesonderte Gemarkung bezeichnet wurden. 1885 waren es:
- Stallegg mit 14 Einwohnern
- Weiler mit 25 Einwohnern
- Kirnberg, unbewohnt
- Olpenhütte, unbewohnt
- Reiterswies, unbewohnt
- Windgfäll, unbewohnt

Das hier, mit 82 Bewohnern, ebenfalls genannte Grünwald hatte als Abgesonderte Gemarkung mit eigener polizeilicher Verwaltung den Status einer teilselbständigen Gemeinde inne.
1913 waren sie alle noch vorhanden. In der Badischen Gemeindeordnung von 1921 war die Auflösung der abgesonderten Gemarkungen festgelegt worden. Daher verschwanden sie in den nachfolgenden Jahren.

## Übergeordnete Behörden
Die, im Rahmen der Verwaltungsgliederung des Landes übergeordneten Behörden waren:
- 1813 bis 1819 der Donaukreis
- 1819 bis 1832 der alte Seekreis
- 1832 bis 1864 der neue Seekreis
- ab 1864 der Landeskommissärbezirk Freiburg, zugleich wurden seine Gemeinden dem Kreisverband Freiburg zugeordnet.

## Leiter der Verwaltung
Die Leitung der Verwaltung, mit unterschiedlichen Titeln und später Landrat, hatten inne:
- 1813–1817: Ignaz Willi
- 1819–1827: Josef Obkircher
- 1827–1832: Franz Xaver Fernbach
- 1832–1836: Kaspar Müller
- 1836–1848: Mathias Martin
- 1848–1848: Philipp Lichtenauer
- 1848–1849: Adolf Leiber
- 1849–1850: Leopold Otto
- 1850–1859: Ernst Schindler
- 1859–1864: Franz Müller
- 1864–1866: Carl Lang
- 1866–1871: Georg Pfeiffer
- 1871–1875: Albert Gönner
- 1875–1879: Max Föhrenbach
- 1879–1881: Karl Heil
- 1882–1889: Edwin Saur
- 1889–1894: Ludwig Turban der Jüngere
- 1894–1899: Emil Bitzel
- 1899–1902: August Hofman
- 1902–1905: Karl Schneider
- 1905–1906: August Karl Maier
- 1906–1908: Karl Zerrener
- 1908–1913: Ernst Frech
- 1913–1928: Adolf Rothmund
- 1928–1939: Hermann Münch

## Weitere Entwicklung
Der Landkreis Hochschwarzwald wurde Anfang 1973 aufgelöst, dabei kam der überwiegende Teil mit der Stadt Neustadt zum Landkreis Breisgau-Hochschwarzwald. Mehrere Gemeinden wechselten zum Landkreis Waldshut, eine zum Schwarzwald-Baar-Kreis. Bereits 1971 war der Hauptort mit zwei weiteren Gemeinden zur Stadt Titisee-Neustadt vereinigt worden.